# Canton de la Ravoire
Le canton de la Ravoire est une division administrative française, située dans le département de la Savoie et la région Auvergne-Rhône-Alpes.

## Géographie
Le canton de la Ravoire est une circonscription électorale française située la partie sud de la cluse de Chambéry, ville à laquelle il est accolé par la commune de Barberaz.
Ne comprenant que des communes de la communauté d'agglomération Chambéry métropole, il compte ainsi parmi les territoires cantonaux les moins étendus du département de la Savoie, avec une superficie de 27,8 km2, mais pour une population de plus de 20 000 habitants, soit une densité de près de 800 habitants par km².

## Histoire
Le canton a été créé en 1973 par scission de celui de  Chambéry-sud.
En 2015, alors que la Savoie passe de 37 à 19 cantons à la suite du redécoupage cantonal de 2014, le canton de la Ravoire est le seul à n'avoir pas fait l’objet de modifications.

## Représentation

### Conseillers généraux (1973-2015)
| Période                                  | Période          | Identité          | Étiquette      | Qualité |
| ---------------------------------------- | ---------------- | ----------------- | -------------- | --- |
| 1973                                     | 1998             | Jean Blanc        | CDP puis UDF   | - Maraîcher - Sénateur (1968-1995) - Maire de La Ravoire (1953-2001) - Ancien conseiller général du Canton de Chambéry-Sud (1961-1973) - Vice-Président du Conseil Général |
| 1998                                     | 2010 (démission) | Patrick Mignola   | UDF puis MoDem | Chef d'entreprise Maire de La Ravoire (2001-2017) |
| 2010                                     | 2011             | Jean-Marc Léoutre | DVD            | Cadre supérieur Maire de Saint-Jeoire-Prieuré |
| 2011                                     | 2015             | Robert Gardette   | PS             | Retraité de l'enseignement Conseiller municipal de La Ravoire |
| Les données manquantes sont à compléter. |                  |                   |                | |

### Conseillers départementaux (à partir de 2015)
| Période élective | Période élective | Mandat | Mandat   | Identité            | Nuance | Nuance | Qualité                                                                                          |
| ---------------- | ---------------- | ------ | -------- | ------------------- | ------ | ------ | ------------------------------------------------------------------------------------------------ |
| 2015             | 2021             | 2015   | 2021     | Frédéric Bret       |        | DVD    | Chef d'entreprise Député suppléant d'Émilie Bonnivard, député LR Maire de La Ravoire (2017-2020) |
| 2015             | 2021             | 2015   | 2021     | Nathalie Laumonnier |        | DVD    | Chargée de mission Conseillère municipale de Barberaz (dans l'opposition depuis 2020)            |
| 2021             | 2028             | 2021   | en cours | Alexandre Gennaro   |        | DVC    | Chef d'entreprise - Maire de La Ravoire depuis 2020                                              |
| 2021             | 2028             | 2021   | en cours | Josette Remy        |        | DVC    | Inspecteur des Finances - Maire de Challes-les-Eaux                                              |

### Résultats détaillés

#### Élections de mars 2015
À l'issue du 1er tour des élections départementales de 2015, deux binômes sont en ballottage : Frédéric Bret et Nathalie Laumonnier (DVD, 38,75 %) et Brice Bernard et Marie Dauchy (FN, 27,1 %). Le taux de participation est de 51,21 % (8 262 votants sur 16 133 inscrits) contre 48,82 % au niveau départemental et 50,17 % au niveau national.
Au second tour, Frédéric Bret et Nathalie Laumonnier (DVD) sont élus avec 70,05 % des suffrages exprimés et un taux de participation de 50,65 % (5 156 voix pour 8 170 votants et 16 129 inscrits).

#### Élections de juin 2021
Le premier tour des élections départementales de 2021 est marqué par un très faible taux de participation (33,26 % au niveau national). Dans le canton de la Ravoire, ce taux de participation est de 37,23 % (6 361 votants sur 17 086 inscrits) contre 33,57 % au niveau départemental. À l'issue de ce premier tour, deux binômes sont en ballottage : Arthur Boix-Neveu et Aurélie Fournier (Union à gauche avec des écologistes, 33,19 %) et Alexandre Gennaro et Josette Remy (DVC, 28,87 %).
Le second tour des élections est marqué une nouvelle fois par une abstention massive équivalente au premier tour. Les taux de participation sont de 34,36 % au niveau national, 33 % dans le département et 37,32 % dans le canton de la Ravoire. Alexandre Gennaro et Josette Remy (DVC) sont élus avec 54,21 % des suffrages exprimés (3 251 voix pour 6 377 votants et 17 088 inscrits),,.

## Composition

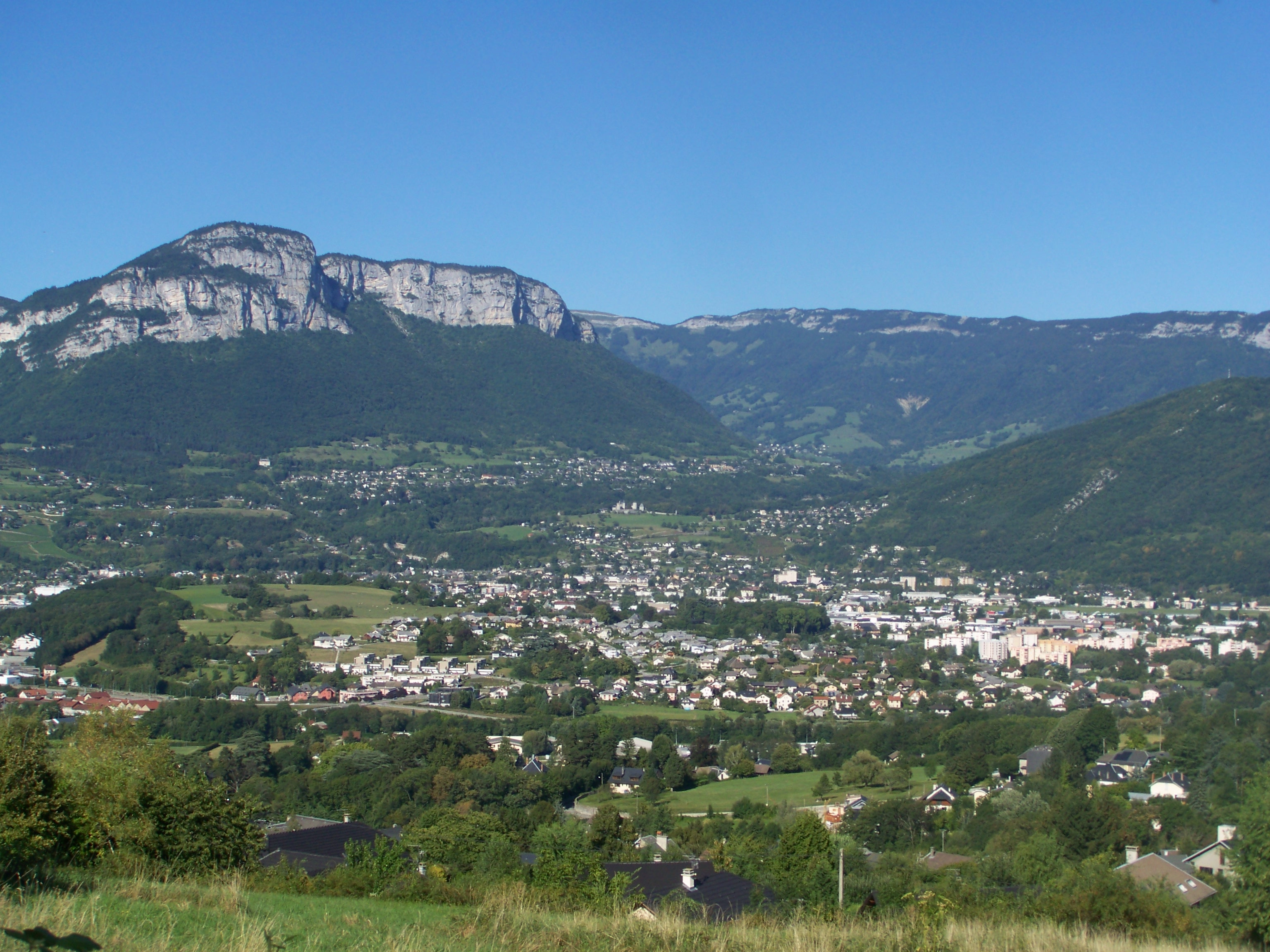
Territoire du canton au premier-plan (communes de Barberaz et de La Ravoire).

Depuis sa création, le canton de la Ravoire regroupe cinq communes communes,.
| Nom                                | Code Insee | Intercommunalité  | Superficie (km2) | Population (dernière pop. légale) | Densité (hab./km2) | Modifier                                    |
| ---------------------------------- | ---------- | ----------------- | ---------------- | --------------------------------- | ------------------ | ------------------------------------------- |
| La Ravoire (bureau centralisateur) | 73213      | CA Grand Chambéry | 6,82             | 9 154 (2022)                      | 1 342              | modifier les données · modifier les données |
| Barberaz                           | 73029      | CA Grand Chambéry | 3,79             | 5 246 (2022)                      | 1 384              | modifier les données · modifier les données |
| Challes-les-Eaux                   | 73064      | CA Grand Chambéry | 5,65             | 5 626 (2022)                      | 996                | modifier les données · modifier les données |
| Saint-Baldoph                      | 73225      | CA Grand Chambéry | 6,24             | 2 827 (2022)                      | 453                | modifier les données · modifier les données |
| Saint-Jeoire-Prieuré               | 73249      | CA Grand Chambéry | 5,34             | 1 965 (2022)                      | 368                | modifier les données · modifier les données |
| Canton de la Ravoire               | 7315       |                   | 27,84            | 24 818 (2022)                     | 891                | modifier les données                        |

## Démographie

### Démographie avant 2015
| 1975   | 1982   | 1990   | 1999   | 2006   | 2011   | 2012   |
| ------ | ------ | ------ | ------ | ------ | ------ | ------ |
| 11 414 | 15 032 | 16 683 | 18 843 | 20 207 | 21 752 | 21 715 |

### Démographie depuis 2015
En 2022, le canton comptait 24 818 habitants, en évolution de +7,92 % par rapport à 2016 (Savoie : +3,63 %, France hors Mayotte : +2,11 %).
| 2013   | 2018   | 2022   |
| ------ | ------ | ------ |
| 21 863 | 23 497 | 24 818 |